# حركة الشاي

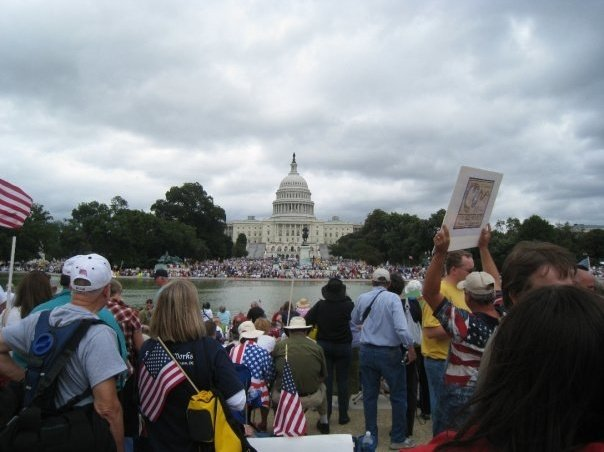
متظاهرون من حركة الشاي في واشنطن العاصمة عام 2009

حركة الشاي أو حركة حفل الشاي أو حركة حزب الشاي (بالإنجليزيّة: Tea Party movement) هي حركة أمريكية سياسيّة اقتصاديّة محافظة، ضمن الحزب الجمهوري. طالب أعضاء هذه الحركة بخفض الضرائب وبتقليل الديون القوميّة الأمريكيّة وعجز الموازنة الفيدراليّة خلال تقليل الإنفاق الحكوميّ. تدعم الحركة مبدأ الحكومة الصغيرة وتعارض التأمين الصحي الشامل المموَّل من الحكومة. وصِفت حركة الشاي بأنها حركة تأسيسيّة مكوَّنة من خليط من الليبراليّين والشعبويّين اليمينيّين والنشطاء المحافظين. كما تبنّت الحركة عددًا من الاحتجاجات ودعمت مرشحين محافظين عديدين منذ 2009. وطبقًا لاستفتاء معهد «أميريكان إنتربرايز» في 2013، تظهر النتائج أن ما يزيد عن 10% من الأمريكيّين يصفون أنفسهم كجزء من حركة الشاي.
بدأت الحركة بعد تولي الرئيس الأمريكيّ السابق باراك أوباما في يناير 2009 عندما أعلنت إدارته عن إعطاء معونات مادية لأصحاب المنازل المفلسين. تعتبر جماعة الضغط السياسيّ المحافظة التي أسسها رجل الأعمال والناشط السياسيّ دافيد هـ. كوك «أمريكيّون من أجل الازدهار Americans for Prosperity» إحدى القوى الرئيسة خلف نشأة الحركة. ليس واضحًا بكم تبرَّعت الجماعة للحركة سواءً بأموال دافيد كوك أو أخوه تشارليز كوك. تقدم مراسل سي إن بي سي ريك سانتيلي بدعوة لإقامة «حفلة شاي» في بورصة شيكاغو التجارية، وافق فيها ما يزيد عن 50 ناشطًا محافظًا على دعوة المؤتمر للتجمع ضد مخطط أوباما، واتفقوا على تنظيم سلسلة من الاحتجاجات منها مسيرة دافعي الضرائب في واشنطن في 2009. كان لداعمي الحركة أثر بالغ على السياسة الداخليّة للحزب الجمهوريّ. لا تُعتبر حركة الشاي حزبًا بالمعنى التقليديّ للكلمة، إلا أن بعض البحوث تشير إلى أن تجمع حزب الشاي يصوِّت في الكونغرس باعتباره حزبًا ثالثًا أكثر يمينيّة.
يشير اسم الحركة إلى حفل الشاي ببوسطن في 16 ديسمبر عام 1773، ذلك الحدث الفاصل في انطلاق الثورة الأمريكية. تظاهر المشاركون في حدث 1773 ضد الضرائب التي تفرضها الحكومة البريطانيّة بلا تمثيل سياسيّ في المستعمرات الأمريكيّة. كما يمكننا رؤية الإشارة إلى حفلة الشاي ببوسطن وحتى بعض الأزياء القديمة منذ عصر 1770 منتشرة في حركة الشاي الحاليّة.

## المخطط
تركِّز حركة الشاي على تقليل التدخل الحكوميّ. تدافع الحركة عن الاقتصاد ذاتيّ التشغيل دون محاولة من الحكومة للرقابة عليه. تهدف الحركة لتقليل حجم الحكومة الفيدراليّة وتقليل الدين القوميّ ومعارضة زيادة الضرائب. شاركت الحركة في عدد من الاحتجاجات لتحقيق هذه الأهداف، فقد عارضوا برنامج إغاثة الأصول المتعثرة، وكذلك قانون التعافي وإعادة الاستثمار في 2009، والقيود الحكوميّة على تجارة الانبعاثات، وإصلاح التأمين الصحيّ مثل قانون الرعاية الصحية الأمريكيّ «أوباما كير». كما دعمت الحركة تشريعات حق العمل وتأمين الحدود بحزم أكبر، وبدأوا بالعمل على مستوى الولايات لإبطال القانون بعدما خسر الحزب الجمهوري المقاعد في الكونغرس والرئاسة في انتخابات 2012. كما تحركت محليًا لمعارضة جدول أعمال القرن 21 للأمم المتحدة.
لا تخدم الحركة جدول أعمال واحد، فنظرًا للا مركزيّة التي تتميز بها الحركة، وافتقارها للهيكل الرسميّ التراتبيّ، يساعد ذلك كل المجموعات التي تضمها الحركة أن تحدد أهدافها وأولوياتها لنفسها. قد تتعارض الأهداف بين المجموعات أحيانا وتختلف الأولويات، ولكن الحركة ترى ذلك بمثاية نقطة قوة بدلًا من كونها نقطة ضعف، لأنها تساعد في حماية الحركة من الفساد الداخليّ أو التدخل الخارجيّ.
لدى المجموعات المشاركة في الحركة طيفًا واسعًا من الأهداف، إلا أن الهدف العام للحركة يركز على الدستور. فهم ينادون بعودة الحكومة كما رغب بها الآباء المؤسسون. ويسعون لإيصال وجهة نظرهم عن الدستور والوثائق التأسيسيّة الأخرى. وصف الأكاديميّون تفسيرات الحركة بأنها أًصوليّة أو شعبويّة أو مزيج بين الاثنين. أعدَّ بعض المشاركين في الحركة تعديلين للدستور، للتعديل الكامل أو الجزئيّ: المادة 16 التي تسمح بضرائب الدخل و17 التي تتطلب انتخابًا شعبيًا لأعضاء مجلس الشيوخ. كما دعموا تعديل النقض، الذي يسمح لأغلبيّة ثلثين من الولايات بإبطال القوانين الفيدراليّة، وتعديل الموازنة لتقليل الإنفاق.

### السياسة الخارجيّة
يحلل المؤرخ والكاتب والتر راسل ميد السياسة الخارجيّة لحركة الشاي في مقالته عام 2011 المنشورة في «فورين أفيرز»، يقول ميد أن الشعبويّين الجاكسونيّين مثل حركة الشاي يمزجون بين إيمانًا بالاستثنائيّة الأمريكيّة ودورها في العالم، مع الشك في قدرة الولايات المتحدة على خلق نظام ليبراليّ في العالم. فعندما يكون الأمر ضروريًا يؤيدون «الحرب الشاملة» والاستسلام غير المشروط على «حروب محدودة على أهداف محدودة». يصف ميد توجهين رئيسين في هذه الحركة، أولهما يمكن تشخيصه في صورة عضو الكونغرس عن تكساس رون باول والآخر يمكن تشخيصه في صورة حاكمة ولاية آلاسكا المحافظة سارة بالين. الباوليّون (نسبة إلى باول) لديهم مقاربة جيفرسونيّة تميل إلى رفض الانخراط العسكريّ في الشئون الخارجيّة. بينما يسعى البالينيّون إلى تجنب الدخول في أي نزاع عسكريّ غير مطلوب، ويؤيد الاستجابة العسكريّة العنيفة فقط للحفاظ على التفوق الأمريكيّ في العلاقات الدوليّة. يقول ميد أن التوجهين مبنيان على «الدوليّة الليبراليّة».

## التنظيم
تتكون حركة الشاي من تحالفات ضعيفة بين مجموعات قوميّة ومحليّة يحددون منصاتهم ومخططاتهم بلا قيادة مركزيّة. يعتبرها الكثيرون حركة تعتمد على القواعد الشعبيّة في النشاط السياسيّ ووصِفت كمثال للنشاط المموَّل مؤسسيًا، وكذلك باعتبارها فعل اجتماعيّ عفويّ. وهي ممارسة تعرف باسم الدعاية الشعبية الزائفة (أي أنها تتبنى خطابًا شعبويًا وتتبنى أهداف المؤسسات الممولة لها). بينما يرى آخرون أنها تتأسس بالفعل على الحركة الاجتماعيّة والقواعد الشعبيّة باستخدام وسائل الإعلام اليمينيّة، مع الحصول على بعض الدعم التمويليّ من النخبة. 
حركة الشاي ليست حزبًا سياسيًا قوميًا، حيث يعتبر الكثير من المشاركين في الحركة أنفسهم جمهوريّين. كما يدعم مشجعو الحركة المرشحين الجمهوريّين. يقول بعض المعلقين، ومنهم رئيس تحرير «جالوب» فرانك نيوبورت، أن الحركة ليست حزبًا سياسيًا جديدًا ولكنها إعادة صياغة للسياسات الجمهوريّة القديمة. أظهر استطلاع واشنطن بوست في أكتوبر عام 2010 أن المنظمين المحليّين لحركة الشاي وجدوا أن 87% يقولون أن سبب تأيدهم للحركة هو عدم رضاهم عن قادة الحزب الجمهوري التقليديّين.

## التاريخ

### الاحتجاجات المحليّة الأولى
نظَّم رئيس «صغار الأمريكيّين من أجل الحرية»، تريفور ليتش، حفلة شاي في بينغامتون في 24 يناير 2009، للاحتجاج على ضرائب السمنة التي اقترحها محافظ نيويورك دافيد باتيرسون. فرَّغ المحتجّون زجاجات من الصودا في نهر سسكويهانا، وارتدى العديد منهم قبعات الأمريكيّين الأصليّين، كما حدث من قبل في القرن الثامن عشر عندما ألقى المحتجّون الشاي في ميناء بوسطن احتجاجًا على الضرائب البريطانيّة.
جاءت بعض الاحتجاجات –جزئيًا- كرد فعل على العديد من القوانين الفيدراليّة مثل: قانون تحقيق الاستقرار الاقتصاديّ 2008 وقوانين إدراة أوباما مثل قانون التعافي وإعادة الاستثمار الأمريكيّ وتشريعات إصلاح التأمين الصحيّ. أثارت إصلاحات إدارتي بوش وأوباما حول البنوك قيام حركة الشاي، طبقًا للمحلل السياسيّ سكوت راسموسين، ويقول: «يظن المشاركون في حركة الشاي أن الإنفاق الفيدراليّ والضرائب مرتفعة للغاية، يظنون أن لا أحد في واشنطن يسمعهم، وهذه النقطة الأخيرة مهمة للغاية».
أشارت الصحفيّة في نيويورك تايمز كيت زيرنيك أن القادة في حركة الشاي ينسبون فضل إقامة أول حفلة شاي في فبراير 2009 إلى المدوِّنة والناشطة المحافظة في سياتل كيلي كارندر، بالرغم من عدم استعمال مصطلح حفلة الشاي بعد. كتب آخرون مثل كريس غود في أتلانتيك ومارتن كاستي في الإذاعة الوطنيّة العامة، يلقِّبون كارندر بأنها «واحدة من الأوائل» الذين نظَّموا حفلات الشاي وأنها من الأوائل الذين نظَّموا «واحدة من أوائل الاحتجاجات ذات أسلوب حفلات الشاي».

### الاحتجاجات القوميّة الأولى ونشأة الحركة القوميّة
في 18 فبراير 2009، أعلنت إدراة أوباما بعد شهر واحد من توليه، عن خطة التكلفة الميسورة لمالكي المنازل، وهي خطة اقتصاديّة تهدف إلى مساعدة ملاك المنازل بتقديم القروض العقاريّة في مواجهة الكساد الكبير. انتقد المحرر الصحفي في سي إن بي سي، ريك سانتيلي هذه الخطة في بث حي من أرض بورصة شيكاغو التجارية، قائلًا أن تلك الخطة تساعد في تنمية «السلوك السيئ» عن طريق إعطاء القروض العقاريّة للـ«فاشلين». واقترح إقامة حفلة شاي للمضاربين في البورصة لجمع وإلقاء المخلفات في نهر شيكاغو في الأول من يوليو. هلل عدد من عملاء البورصة لهذا الاقتراح.
وطبقًا لبين مكغاريث من «ذا نيويوركر» وكيت زيرنيكي من «نيويورك تايمز»، كانت هذه أول مناسبة تُلهم الحركة للتجمع تحت عنوان «حفلة الشاي». تُعتبر تصريحات سانتيلي «الشرارة التي أطلقت حركة حفلة الشاي الحديثة المعارضة لأوباما»، طبقًا للصحفيّ لي فانغ. نسق موقع reTeaParty.com بين المجموعات لإقامة حفلات الشاي في يوم الاستقلال بعد تصريحات سانتيلي بعشر ساعات. وخلال ساعات قامت مجموعة الضغط المحافظة «أمريكيّون من أجل الازدهار» بحجز اسم موقع إلكترونيّ بعنوان "TaxDayTeaParty.com" ثم أطلقت موقعًا لمعارضة أوباما. وبحلول المساء دخلت المواقع الأخرى في المشهد مثل "ChicagoTeaParty.com". وفي اليوم التالي مباشرة بدأ ضيوف قناة «فوكس نيوز» بذكر قيام حركة حفلة شاي جديدة. وقامت صفحة فيسبوك نشأت في 20 فبراير بالدعوة لاحتجاجات عن طريق حفلات الشاي حول البلاد، كما ذُكر في هافينغتون بوست.

### قانون التأمين الصحيّ
صارت معارضة قانون الرعاية الصحية الأمريكي «أوباما كير» وثيقة الصلة بحركة حفلة الشاي. أشار الناقدون لهذا المخطط باسم «أوباما كير»، ثم أصبح هذا الاسم مقبولًا بين الأوساط المدافعة عن الخطة، بما فيهم الرئيس أوباما نفسه. كان هذا جانبًا من رسالة معارضة للحكومة خلال خطابات حركة الشاي تضمنت معارضة قوانين التحكُّم بالسلاح وزيادات الإنفاق الفيدراليّ.
ركز النشاط المعارض لقانون التأمين الصحيّ «أوباما كير» منذ 2009 إلى 2014، على الدفع بحظوة مجلس الشيوخ، مما سيؤدي إلى تمرير إجراء معارض للقانون في كلا المجلسين، وحينها سيصبح فيتو (اعتراض) الرئيس أوباما بلا نفع، طبقًا لـ«كانساس سيتي ستار». انتقد بعض المعلِّقين المحافظين هذه الرؤى، ومنهم الكاتب الصحفيّ راميش بونورو، قائلًا أنها رؤى غير واقعيّة تمامًا، وفرصة تجاوز فيتو الرئيس أوباما ضئيلة للغاية، ويقول: «إذا كان لديك حكومة جمهوريّة في 2017 ولم تتمكن من التخلص من (أوباما كير)، فأظن أن ذلك سيكون كارثة سياسيّة كبرى».

### الموقف الحاليّ
تدهورت أنشطة الحركة منذ عام 2010. قل عدد منظمات حركة الشاي حول البلاد من 1000 إلى 600 بين عامي 2009 و2012، ولكن هذا يظل «معدل نجاة جيد جدًا»، طبقًا لأستاذة جامعة هارفارد ثيدا سكوكبول. يمكن القول أن منظمات حركة الشاي تحولت إلى القضايا المحليّة بدلًا من التظاهرات القوميّة. كما أثَّر هذا التحول في المقاربات على حضور الحركة، حيث أكَّدت المنظمات على الاهتمام بميكانيكيّة وصول مرشحيهم إلى المقاعد الانتخابيّة بدلًا من بذل المجهود في تنظيم الأحداث العامة.
كان انخراط حركة الشاي في الانتخابات الأوليّة للحزب الجمهوريّ في عام 2012 محدودًا، بسبب انقسامهم على هوية من سيدعمونه وفقدان الحماس لكافة المرشحين. ولكن تذكرة الترشح عام 2012 أثَّرت على الحركة: فبعد اختيار بول رايان وميت رومني كنائب للرئيس، أعلنت نيويورك تايمز، أن حركة الشاي التي كانت هامشيّة يومًا ما، أًضحت اليوم في قلب التحالف المحافظ والحزب الجمهوري.
كان لحركة الشاي تأثيرًا كبيرًا على الحزب الجمهوريّ، ولكنها لم تأمن من انتقاد العديد من الشخصيات خلال التحالف الجمهوريّ، وأدان المتحدث باسم مجلس النواب الأمريكيّ جون بينر عددًا من السياسيّين المرتبطين بحركة الشاي، على سلوكهم أثناء أزمة الديون الأمريكيّة عام 2013. قال بينر «أعتقد أنهم يضللون تابعيهم، إنهم يدفعون أعضاءنا إلى حيث ما لا يجب أن يكونوا، وبصراحة أظن أنهم فقدوا موثوقيتهم».
في استطلاع رأي عام 2013، وجد أن 20% من الجمهوريّين يصفون أنفسهم أنهم جزء من حركة الشاي. احتشد أعضاء حركة الشاي في 27 فبراير عام 2014، وتظاهروا احتفالًا بالذكرى الخامسة لنشوء الحركة.